# Diplazium calliphyllum
Diplazium calliphyllum är en majbräkenväxtart som först beskrevs av Edwin Bingham Copeland och som fick sitt nu gällande namn av Michael Greene Price.
Diplazium calliphyllum ingår i släktet Diplazium och familjen Athyriaceae. Inga underarter finns listade i Catalogue of Life.